# Ford Escort RS
Ford Escort RS — це спортивна версія компактного автомобіля американського концерну Ford «компактного» класу — Ford Escort. RS розшифровується як Rallye Sport. Сімейство Escort RS виготовлялося з 1973 по 1996 роки, на заміну йому прийшов Ford Focus ST.

## Ford Escort RS MK 1 (1973-1974)

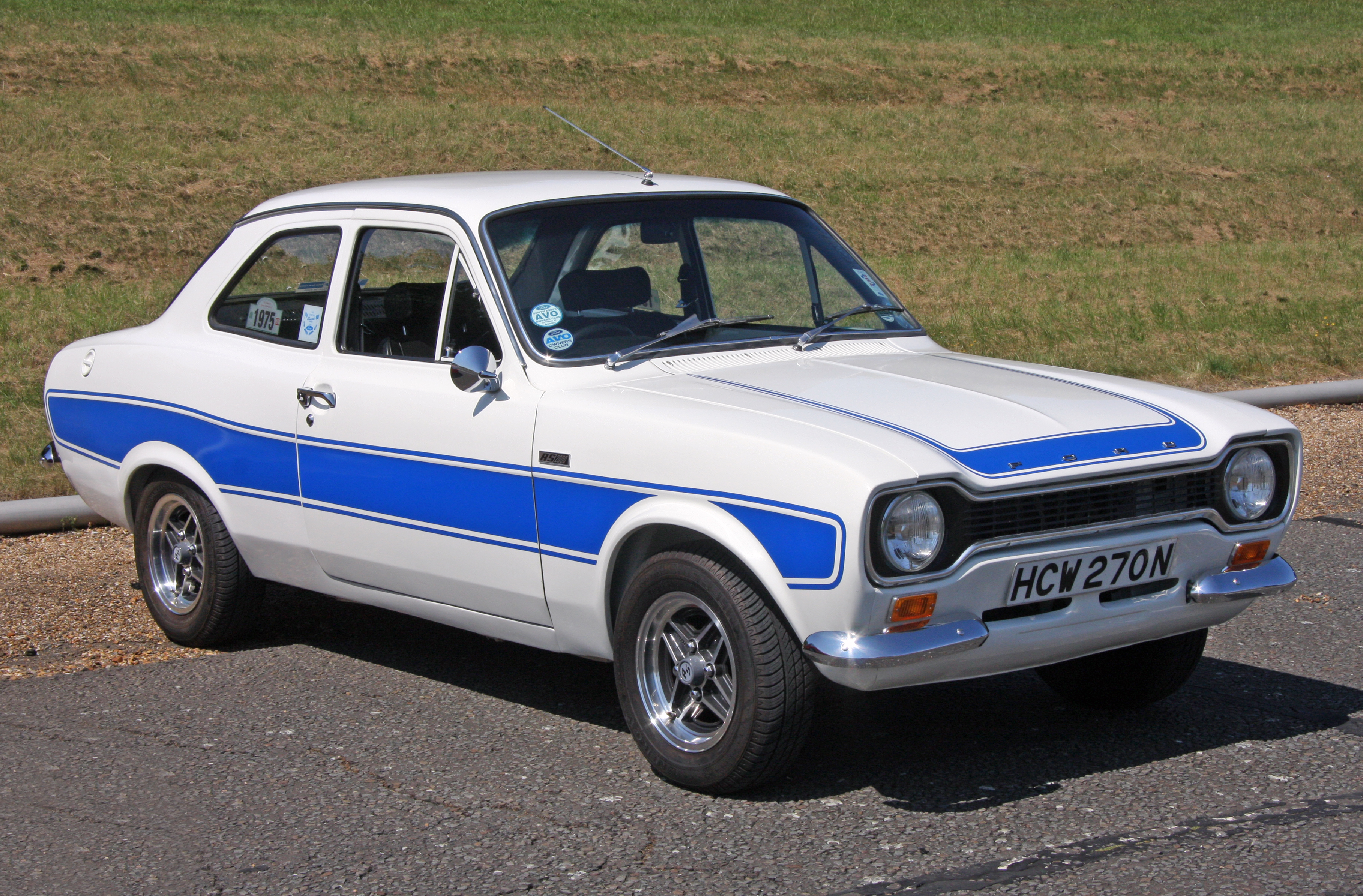
Ford Escort RS2000 MK 1 (1973-1974)

В 1973 році дебютував Ford Escort RS2000 першого покоління з 2,0 літровим бензиновим двигуном потужністю 100 к.с. і масою 900 кг. Автомобіль мав задній привід, двоколірне забарвлення і розширені колісні арки.

## Ford Escort RS MK 2 (1974-1980)

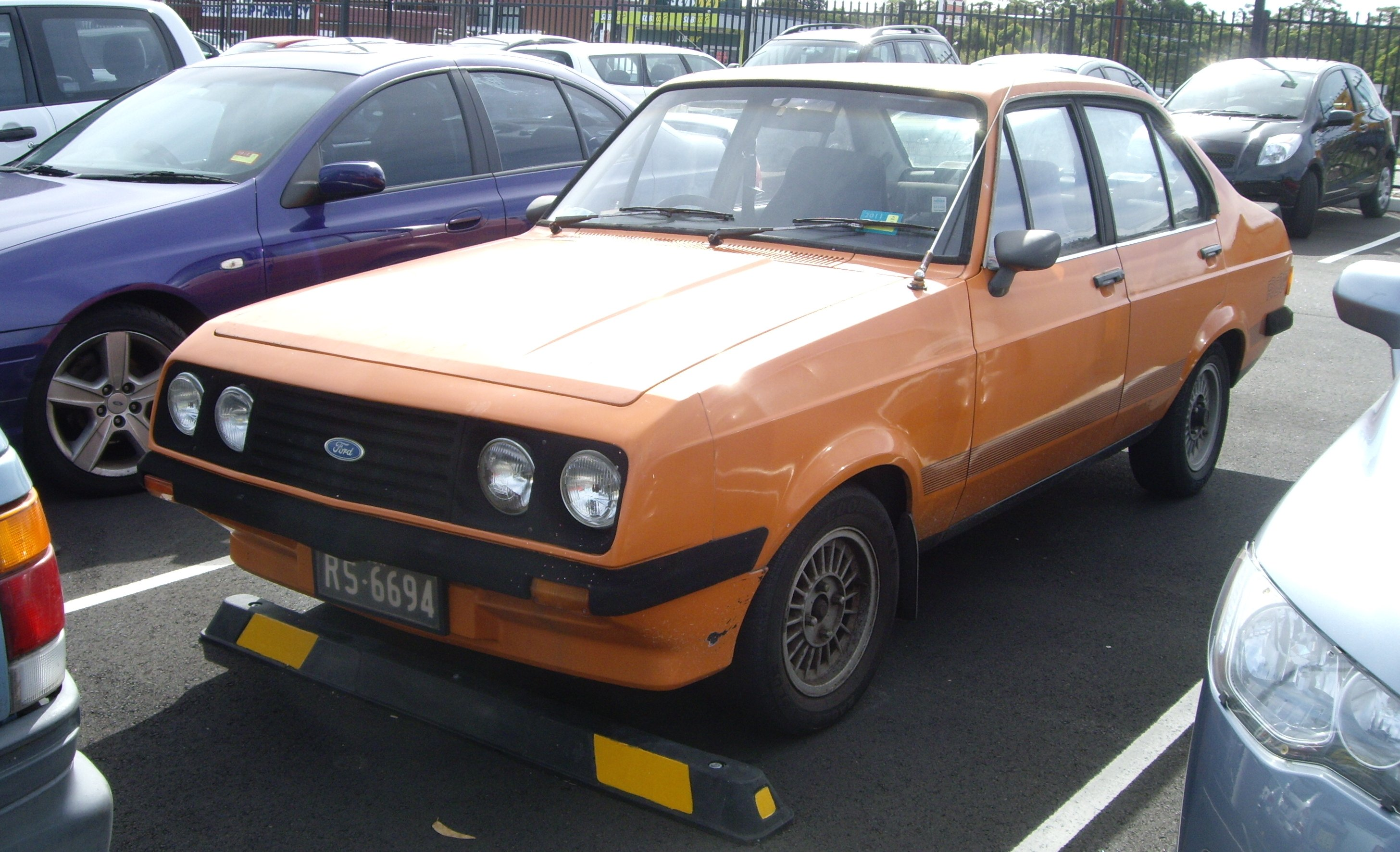
Ford Escort RS2000 MK 2 (1974-1980)

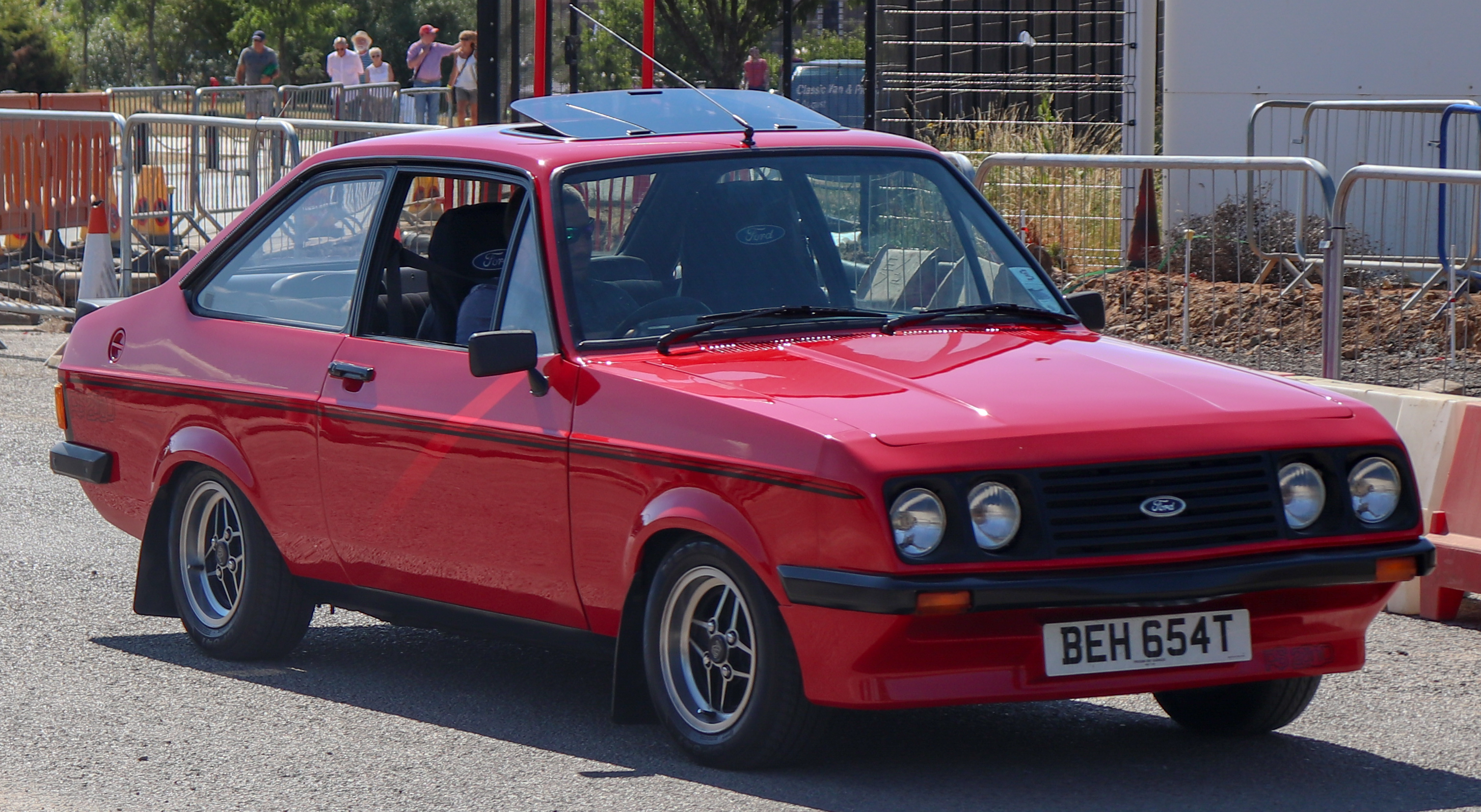
Ford Escort RS2000 MK 2 (1974-1980)

В 1974 році дебютував Ford Escort RS2000 другого покоління з модернізованим 2,0 літровим бензиновим двигуном потужністю 110 к.с. Автомобіль мав задній привід, сидіння Recaro і задній спойлер.

## Ford Escort RS MK 3 (1982-1986)

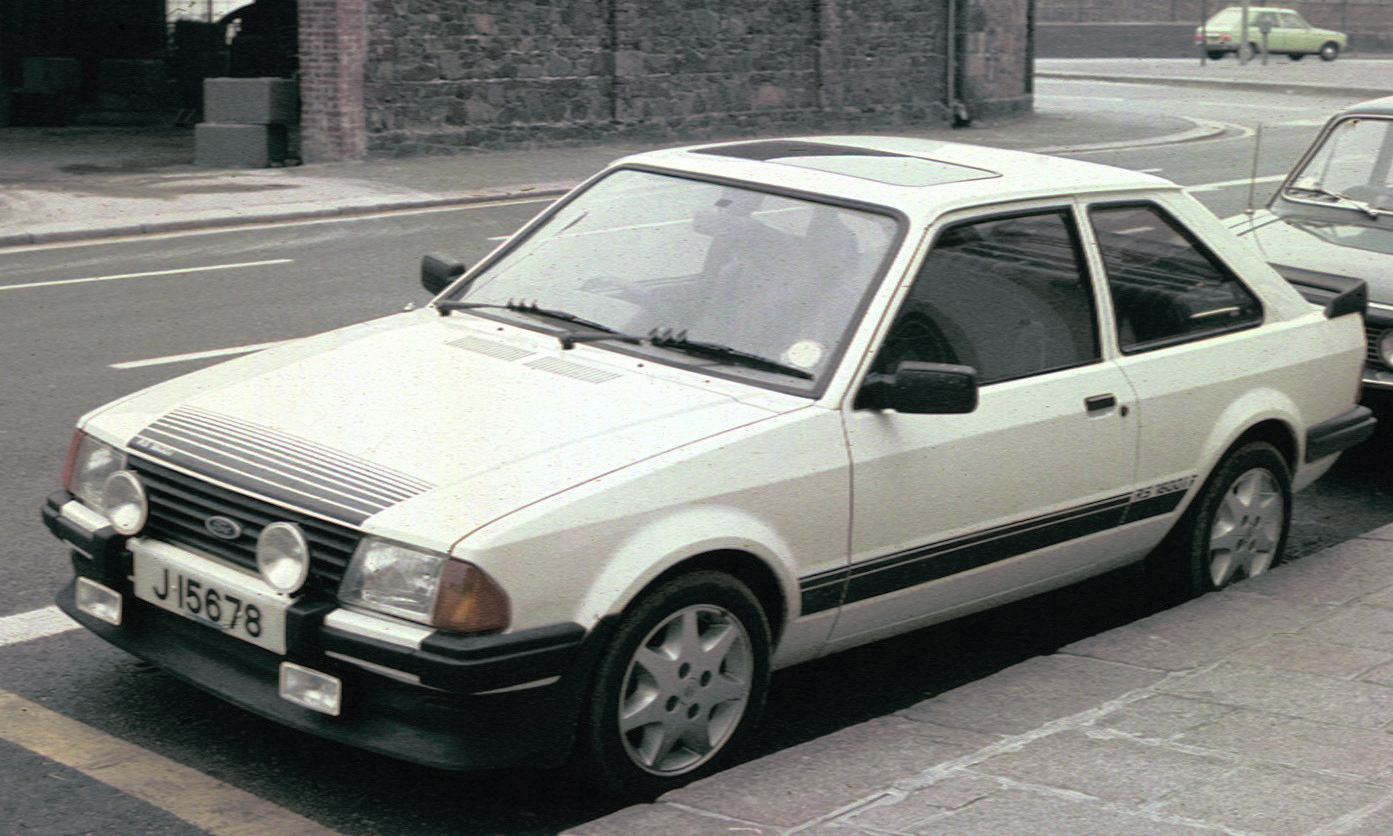
Ford Escort RS1600i MK 3 (1982-1986)

В 1982 році дебютував Ford Escort RS 1600i, створений на основі нового передьоприводного Ford Escort з двигуном інжекторним 1,6 л потужністю 115 к.с.
В 1984 році на Женевському автосалоні дебютував Ford Escort RS Turbo з 1,6 л двигуном від RS 1600i але оснащений турбонадувом потужністю 132 к.с.

## Ford Escort RS MK 4 (1986-1990)

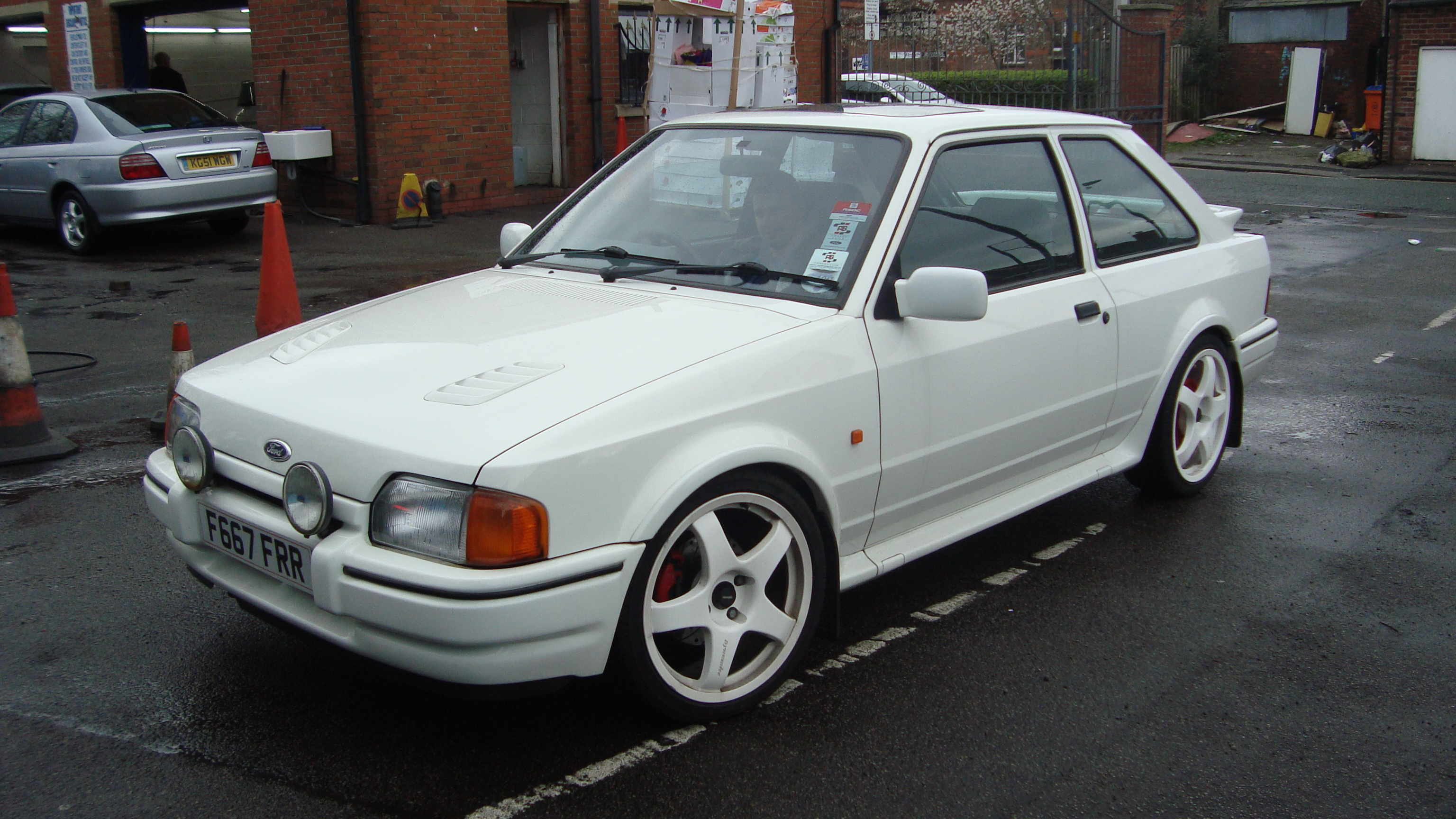
Escort RS Turbo MK 4

В 1986 році представлений оновлений Ford Escort RS Turbo з 1,6 л турбодвигуном потужністю 132 к.с. Зовнішньо автомобіль відрізнявся заднім спойлером, і двома повітрозабірниками на капоті, автомобіль оснащався сидіннями Recaro і диференціалом підвищеного тертя.

## Ford Escort RS MK 5 & MK 6 (1991-1996)
У Escort п'ятого покоління, Ford запропонував як топ-модель RS. 2,0 л двигун потужністю 150 к.с. взятий від Sierra. Стандартний Escort RS2000 комплектувався сидіннями Recaro і дисковими гальмами на всіх коліс. Автомобіль двічі модернізовували в 1993 і 1995 роках.
Особливе місце в ряду RS займає Escort RS Cosworth. Автомобіль комплектувався двигуном від RS2000, але завдяки турбокомпресорові Garret його потужність становить 220 к.с. Відмінною рисою RS Cosworth є його великий задній спойлер.

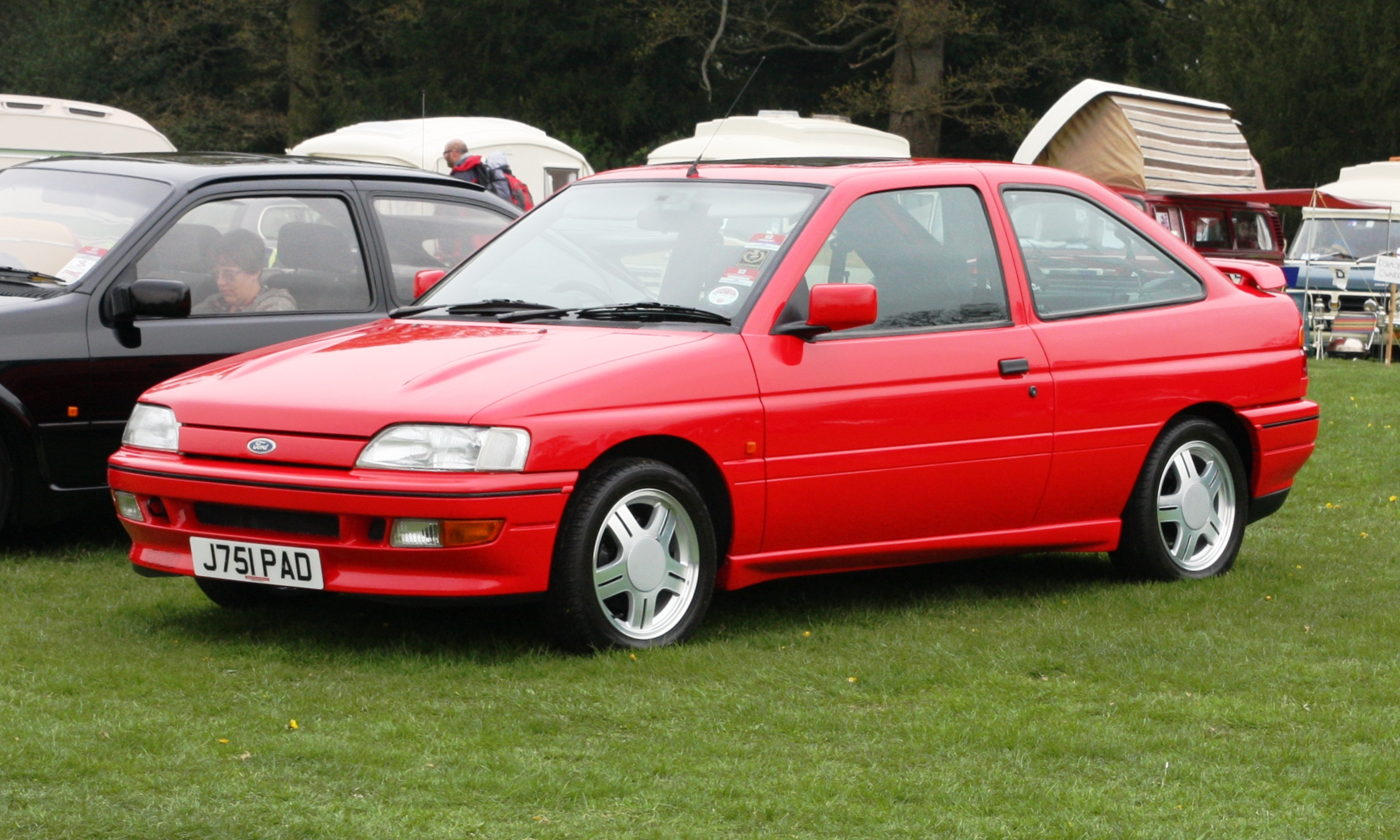
Ford Escort RS2000 MK 5 (1991-1992)
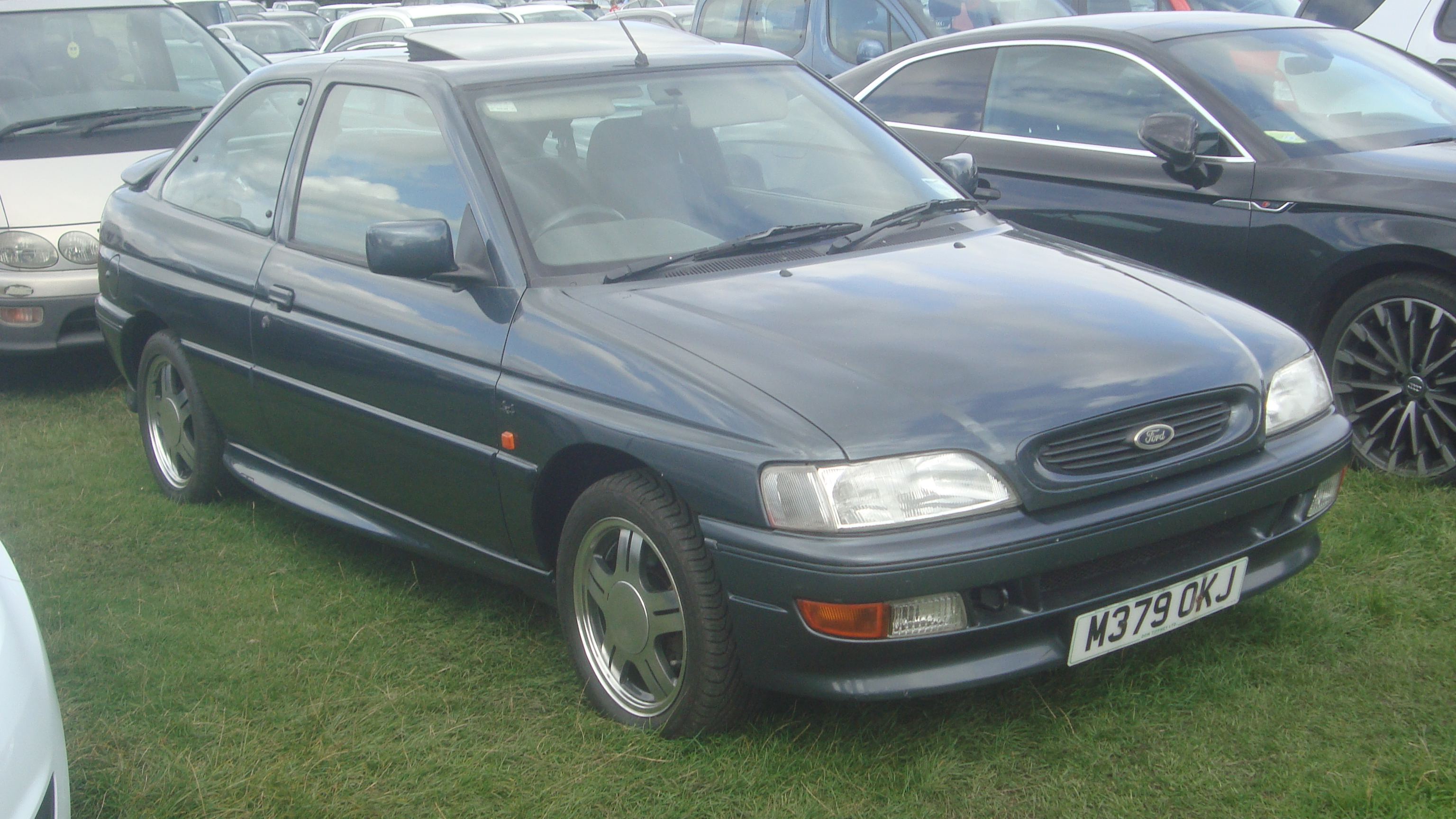
Ford Escort RS2000 MK 5 (1992-1995)
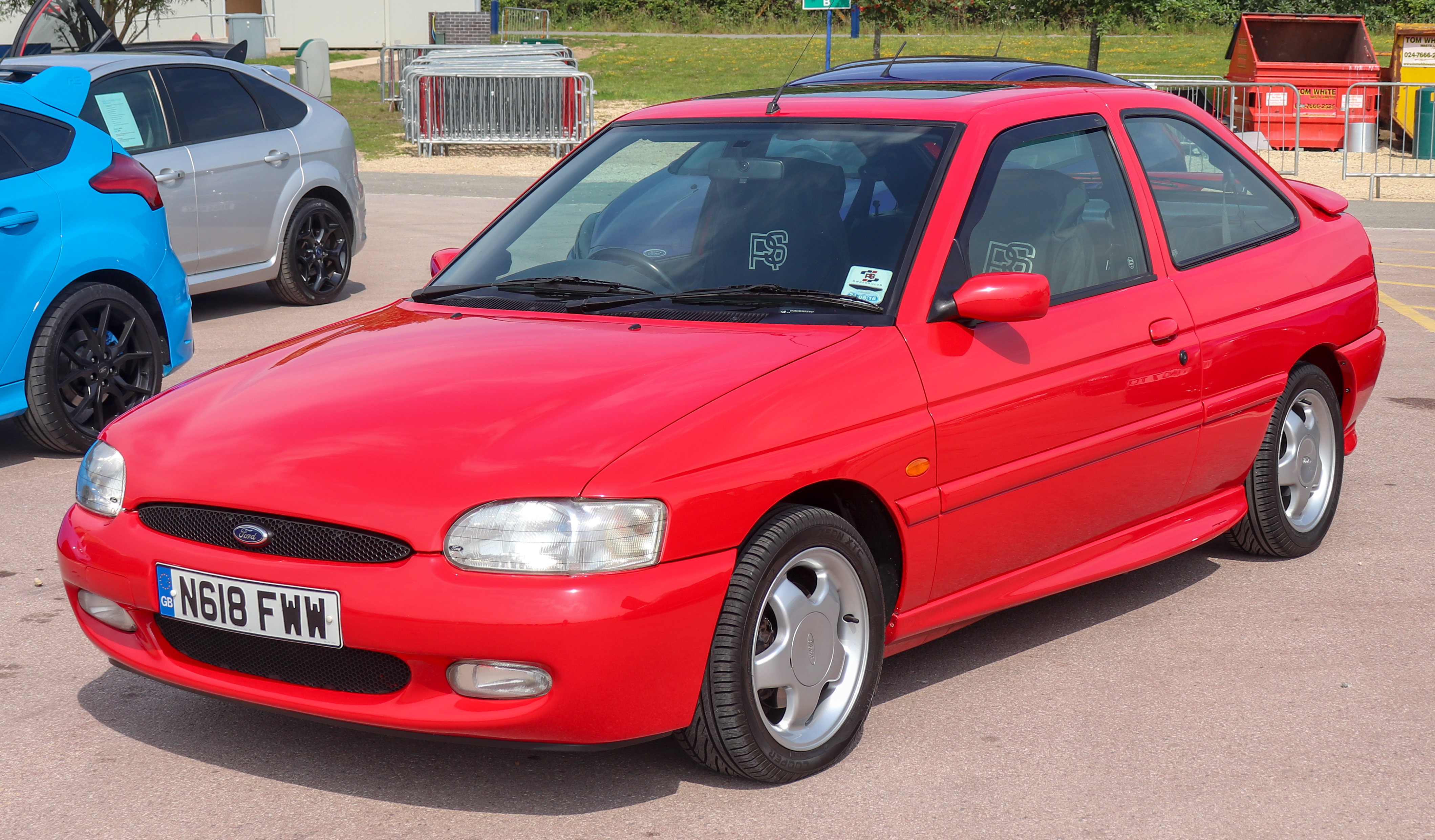
Ford Escort RS2000 MK 5 (1995-1996)
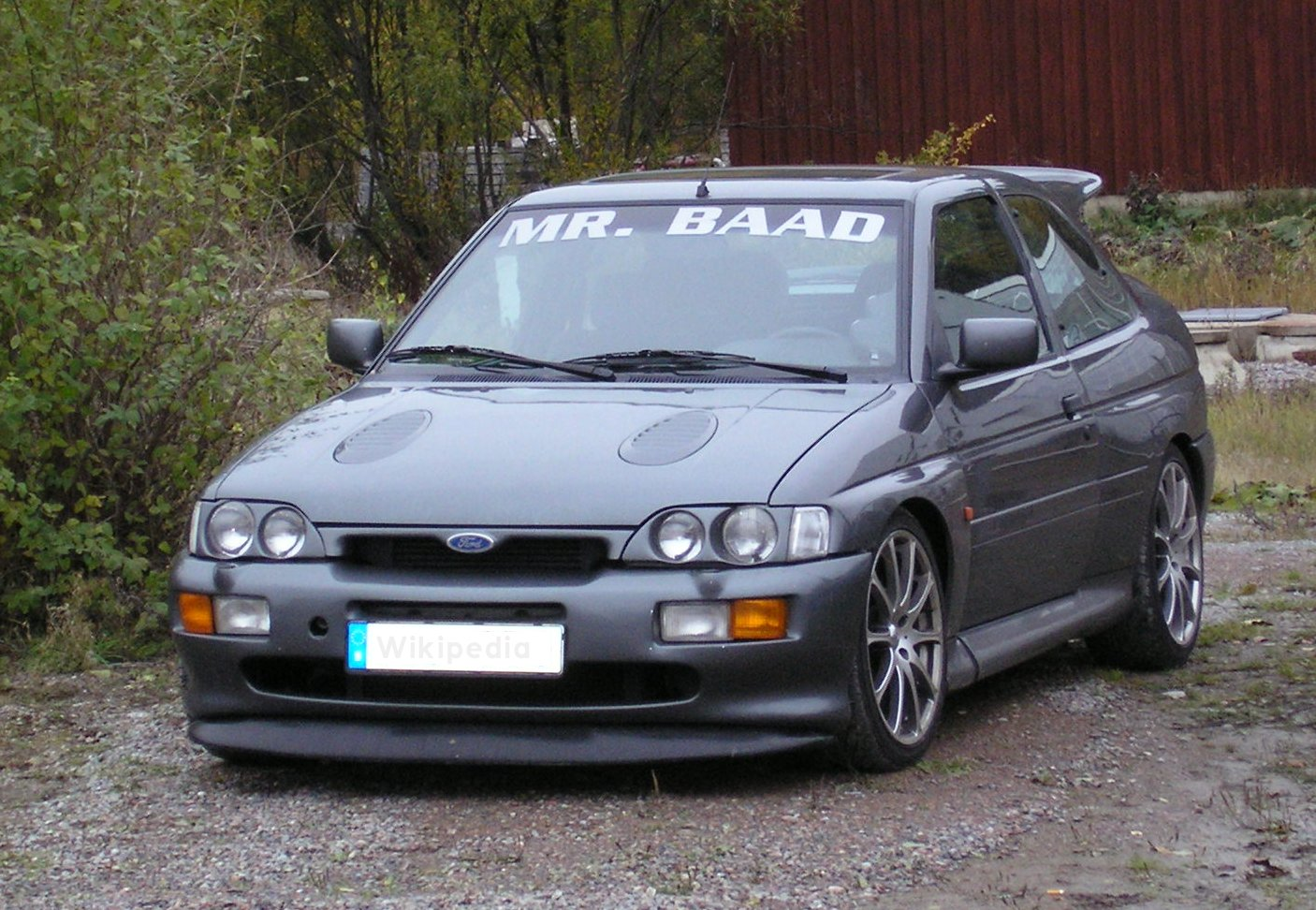
Ford Escort RS Cosworth (1992-1996)